# 911 a.C.
Il 911 a.C. (CMXI a.C. in numeri romani) è un anno  del X secolo a.C.

## Eventi
- Adad-nirari II diventa re di Assiria.